# Громадянська журналістика
Громадянська журналістика — це діяльність громадян, які беруть активну участь у процесі збирання, аналізу та поширення інформації, не маючи при цьому професійної журналістської підготовки. Мета такої діяльності — повернення журналістиці функцій демократичного медіуму. Це означає, що вона нікому не належить та забезпечує незалежну, надійну, різнобічно представлену та актуальну інформацію.

## Визначення поняття
Громадянська журналістика (також її можуть називати суспільною, об'єднаної або демократичної) не є професійною діяльністю. Її можна визначити як активну участь аудиторії в процесі збору, аналізу та поширення новин та інформації. На думку групи американських дослідників, метою такої участі аудиторії в журналістській діяльності є надання незалежної, надійної, точної, повної та актуальної інформації відповідно до вимог демократичного суспільства." Як правило, доходу від своїх занять люди, що займаються «громадянською журналістикою» не отримують. На їх новинах можуть заробити власники інтернет-порталів, де розміщуються репортажі «цивільних журналістів», а самі «цивільні журналісти» задовольняються лише славою і рейтингами відвідуваності.

## Ознаки громадянської журналістики
Громадянська журналістика почала розвиватися з розвитком Інтернету та нових цифрових технологій. Знявши на побутову відеокамеру, цифровий фотоапарат або телефон, який має функцію відеозйомки, сенсаційну або просто цікаву новину, яка пройшла непоміченою для традиційних ЗМІ, «громадянські журналісти» поспішають її викласти в мережу Інтернет, на портали, в блоги і ЖЖ. Нерідко їх окремі сюжети в Інтернеті дивиться аудиторія, порівнянна за чисельністю з читачами великих друкованих ЗМІ.
Основні характеристики громадянської журналістики мають свою специфіку. Насамперед це оперативність , тобто «здатність швидко і правильно виконувати свої завдання». Поки інформація буде підготовлена, надрукована та поширена за традиційною схемою, минає не менше доби. Громадянська журналістика не використовує дану схему, а поширює інформацію в інтернеті, забезпечуючи моментальне оприлюднення даних. Зазвичай авторами статей є очевидці подій. Це дає підстави стверджувати, що громадянська журналістика часто виникає як наслідок певних обставин. Під враженням тих чи інших подій, свідком яких став громадянин, він моментально реагує, повідомляючи про них у соціальних мережах. Таким чином забезпечується своєчасність подання інформації. Це може бути просте повідомлення, яке не виходить за межі «що? де? коли?», або, можливо, і ґрунтовна стаття — все залежить від рівня обізнаності людини та мети її висловлення.
 Зв'язок з аудиторією. Громадянська журналістика має підтримувати тісний зв'язок з аудиторією. Така політика існує і в деяких інших ЗМІ, але не має подібних масштабів. Газети лише зрідка листуються зі своїми читачами, здебільшого це кореспонденція в один бік, а на сторінках видань, якщо і публікуються деякі зразки, то, звичайно, вибірково. В інтернеті це питання вирішується інакше — кожен має змогу прокоментувати прочитане, висловити власну думку, отримати відповідь реципієнта. Людина також може доповнити чи спростувати інформацію.
Довіра.  Уже давно став природним високий ступінь недовіри людини до наданої інформації. Повідомлення від невідомого адресанта в неофіційних електронних виданнях не відкидають цієї закономірності. Варто навести кілька фактів, що, попри все, свідчать про достовірність громадянської журналістики. [2]
Добровільне бажання. Громадянська журналістика ґрунтується на добровільному бажанні адресанта поділитися актуальною та цікавою інформацією. Людині просто немає сенсу поширювати недостовірні дані, якщо, звичайно, вона не намагається отримати особисту вигоду, наприклад, як представник політичної партії, що шкодить репутації конкурентів або рекламує свою політичну силу. Але цьому перешкоджають інші положення.
Також інформація, яка надається адресантом, повинна мати достатню кількість точок зору та мати повноту інформаційного повідомлення.